# Farahnaz Pahlaví
Yasmin Farahnaz Pahlaví (12 de marzo de 1963) es una Princesa Imperial del Imperio de Irán.

## Biografía
Nacida en Teherán (Irán) con el título de Princesa Imperial, Yasmin Farahnaz Pahlaví es la segunda de los hijos de Mohammad Reza Pahleví, Shah de Irán, y su tercera esposa, la emperatriz Farah. Los títulos y privilegios de la familia imperial fueron abolidos por decreto del gobierno iraní, luego de la deposición del Shah en 1979.
Tenía quince años de edad cuando su familia fue forzada al exilio a consecuencia de la revolución islámica liderada por el ayatolá Jomeini. Hasta ese momento, fue educada en la Escuela Especial Reza Pahlaví, en Teherán.
Tras la muerte de su padre en Egipto debido a un linfoma en 1980, la familia se estableció en los Estados Unidos. Farahnaz estudió en Escuela Walker Ethel en Simsbury, Connecticut y en la Universidad Americana de El Cairo en El Cairo, Egipto. De 1981 a 1982, asistió a la Universidad de Bennington en Bennington, Vermont. Obtuvo una Licenciatura en Artes en Trabajo Social de la Universidad de Columbia en 1986 y una maestría en psicología infantil en la misma universidad en 1990.
Farahnaz Pahlaví nunca ha contraído matrimonio y reside en Nueva York.

## Títulos y estilos
Desde 1979, título abolido por la República Islámica de Irán, usado en círculos del Sah en el exilio y por los partidarios de la monarquía:
| ● 1963-presente: | Su alteza imperial la princesa Yasmin Farahnaz de Irán |

Nombre plebeyo:
| ● 1979-presente: | Yasmin Farahnaz Pahlaví |

## Distinciones honoríficas

### Distinciones honoríficas iraníes
- Medalla Conmemorativa de la Coronación de Mohammad Rezā Shāh Pahlaví (26/10/1967).
- Medalla Conmemorativa del 2.500 Aniversario del Imperio de Irán (14/10/1971).
- Medalla Conmemorativa de la Celebración del 2.500 Aniversario del Imperio de Irán (15/10/1971).

## Ancestros
|  |                                       |  |  |  |  |  |  |  |  |  |  |  |  |  |  |  |
|  | 16. Capitán Murad Ali Khan            |  |  |  |  |  |  |  |  |  |  |  |  |  |  |  |
|  |                                       |  |  |  |  |  |  |  |  |  |  |  |  |  |  |  |
|  |                                       |  |  |  |  |  |  |  |  |  |  |  |  |  |  |  |
|  | 8. Mayor Abbas Ali Khan               |  |  |  |  |  |  |  |  |  |  |  |  |  |  |  |
|  |                                       |  |  |  |  |  |  |  |  |  |  |  |  |  |  |  |
|  |                                       |  |  |  |  |  |  |  |  |  |  |  |  |  |  |  |
|  | 4. Shah Reza Pahlaví de Irán          |  |  |  |  |  |  |  |  |  |  |  |  |  |  |  |
|  |                                       |  |  |  |  |  |  |  |  |  |  |  |  |  |  |  |
|  |                                       |  |  |  |  |  |  |  |  |  |  |  |  |  |  |  |
|  | 9. Noush Afarin Ayromlou              |  |  |  |  |  |  |  |  |  |  |  |  |  |  |  |
|  |                                       |  |  |  |  |  |  |  |  |  |  |  |  |  |  |  |
|  |                                       |  |  |  |  |  |  |  |  |  |  |  |  |  |  |  |
|  | 2. Shah Mohammad Reza Pahlaví de Irán |  |  |  |  |  |  |  |  |  |  |  |  |  |  |  |
|  |                                       |  |  |  |  |  |  |  |  |  |  |  |  |  |  |  |
|  |                                       |  |  |  |  |  |  |  |  |  |  |  |  |  |  |  |
|  | 10. General Teymūr Khan Ayromlou      |  |  |  |  |  |  |  |  |  |  |  |  |  |  |  |
|  |                                       |  |  |  |  |  |  |  |  |  |  |  |  |  |  |  |
|  |                                       |  |  |  |  |  |  |  |  |  |  |  |  |  |  |  |
|  | 5. Nimtaj Ayromlou                    |  |  |  |  |  |  |  |  |  |  |  |  |  |  |  |
|  |                                       |  |  |  |  |  |  |  |  |  |  |  |  |  |  |  |
|  |                                       |  |  |  |  |  |  |  |  |  |  |  |  |  |  |  |
|  | 11. Zahra Khanum                      |  |  |  |  |  |  |  |  |  |  |  |  |  |  |  |
|  |                                       |  |  |  |  |  |  |  |  |  |  |  |  |  |  |  |
|  |                                       |  |  |  |  |  |  |  |  |  |  |  |  |  |  |  |
|  | 1. Princesa Farahnaz de Irán          |  |  |  |  |  |  |  |  |  |  |  |  |  |  |  |
|  |                                       |  |  |  |  |  |  |  |  |  |  |  |  |  |  |  |
|  |                                       |  |  |  |  |  |  |  |  |  |  |  |  |  |  |  |
|  | 12. Mehdi Diba                        |  |  |  |  |  |  |  |  |  |  |  |  |  |  |  |
|  |                                       |  |  |  |  |  |  |  |  |  |  |  |  |  |  |  |
|  |                                       |  |  |  |  |  |  |  |  |  |  |  |  |  |  |  |
|  | 6. Capitán Sohrab Diba                |  |  |  |  |  |  |  |  |  |  |  |  |  |  |  |
|  |                                       |  |  |  |  |  |  |  |  |  |  |  |  |  |  |  |
|  |                                       |  |  |  |  |  |  |  |  |  |  |  |  |  |  |  |
|  | 3. Farah Diba                         |  |  |  |  |  |  |  |  |  |  |  |  |  |  |  |
|  |                                       |  |  |  |  |  |  |  |  |  |  |  |  |  |  |  |
|  |                                       |  |  |  |  |  |  |  |  |  |  |  |  |  |  |  |
|  | 7. Farideh Ghotbi                     |  |  |  |  |  |  |  |  |  |  |  |  |  |  |  |
|  |                                       |  |  |  |  |  |  |  |  |  |  |  |  |  |  |  |
|  |                                       |  |  |  |  |  |  |  |  |  |  |  |  |  |  |  |